# Івановка (Мендикаринський район)
Іва́новка (каз. Иванов) — село у складі Мендикаринського району Костанайської області Казахстану. Входить до складу Первомайського сільського округу.
Населення — 169 осіб (2021; 169 у 2009, 172 у 1999, 235 у 1989).